# Olympiakós Sýndesmos Filáthlon Peiraiós
O Olympiacos do Pireu, localizado na Plateia Alexandras Pireás (em grego Ολυμπιακός Σύνδεσμος Φιλάθλων Πειραιώς, Olympiacós Sýndesmos Filáthlon Peiraiós, ou "Clube Olímpico de Fãs do Pireu") é um dos maiores clubes multidesportivo da Grécia.

Há no clube departamentos que incluem futebol (masculino), basquete (masculino e feminino), vôlei (masculino e feminino), polo aquático (masculino e feminino), atletismo (masculino e feminino), handebol (masculino), natação (masculino e feminino), pingue-pongue (masculino e feminino), boxe (masculino e feminino), Taekwondo (masculino e feminino), kickboxing (masculino e feminino), navegação (masculino e feminino), remo (masculino e feminino), canoa (masculino e feminino), esgrima (masculino e feminino) e vôlei de praia (masculino e feminino).

## História

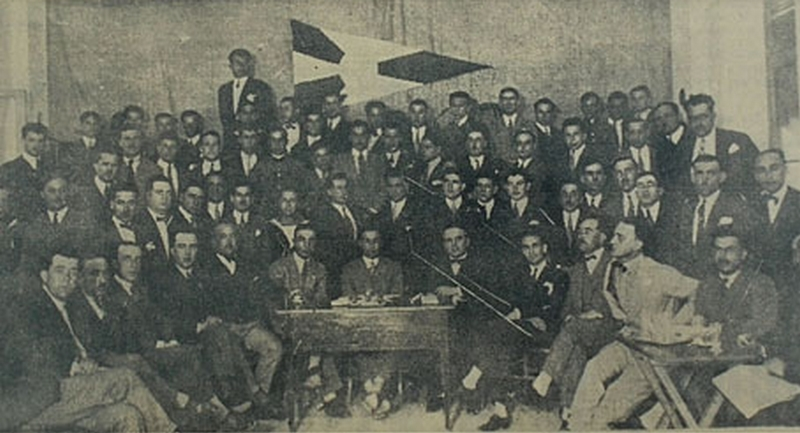
Os fundadores Olympiacos (1925)

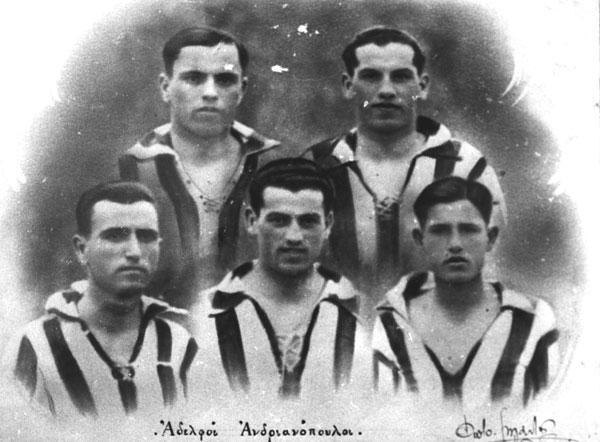
Os lendários irmãos Andrianopoulos: (da esquerda) Yiannis, Dinos, Giorgos, Vassilis e Leonidas Andrianopoulos

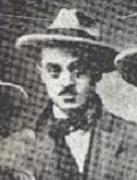
Notis Kamperos inspirou o emblema e o nome

Olympiacos foi fundado em 10 de Março de 1925, no porto de Pireu, o clube nascia com estatutos pelo cultivo sistemático e possibilidade de desenvolvimento de atletas para participações em competições. Em um escopo dos Jogos Olímpicos da Antiguidade,  com uma base social com princípios éticos esportivos que foi a base da sua fundação. Participaram membros do "Piraikos Podosfairikos Omilos FC" (Grupo de Futebol de Pireus) e "Fans do Pireus Club FC", decidindo regras durante uma histórica assembleia. a dissolver os dois clubes e unificar um novo, assim trouxeram uma nova visão e dinâmica para a comunidade de Pireu. Notis Kamperos, um oficial da marinha, propôs o o nome Olympiacos e o perfil de um atleta laureado como nos Jogos antigos, um jovem com folha de louros, como emblema para o novo clube. Michalis Manouskos, um proeminente industrialista de Pireus expandiu o nome para a razão social, Olympiacos Syndesmos Filathlon Pireos.

Sua torcida é ligada às dos clubes Estrela Vermelha, da Sérvia, e Spartak, da Rússia, por seguirem a mesma religião, a ortodoxa, e terem como cores principais o vermelho e o branco.

## Departamentos do Olympiacos S.F.P.

### Futebol
Olympiacos FC: O departamento foi fundado em 1925.

Títulos: 1 Liga Conferência Europa da UEFA, 1 Copa dos Balcãs, 48 Campeonatos Gregos, 29 Copas da Grécia, 4 Supercopas da Grécia e vários outros títulos nacionais.

### Basquete masculino
Olympiacos BC: O departamento foi fundado em 1931.

Títulos: 1 Copa Intercontinental, 3 Euroligas, 15 Campeonatos Gregos, 12 Copas da Grécia e 3 Supercopa da Grécia.

### Basquete feminino
O departamento foi fundado inicialmente em 1947, sendo um dos melhores clubes de basquete feminino da Grécia durante os anos 1950 e início dos anos 1960. O departamento foi dissolvido em meados da década de 1960, foi reorganizado em 2015 e, desde então, ele vem estrelando eventos gregos.

Títulos

 Liga A1 Grega
- Campeão (9x): 2015-16, 2016-17, 2017-18, 2018-19, 2019-20, 2021-22, 2022-23, 2023-24, 2024-25

 Copa da Grécia
- Campeão (6x): 2016, 2017, 2018, 2019, 2022, 2025

### Voleibol masculino
Olympiacos (voleibol masculino): O departamento foi fundado em 1926.

Títulos: 2 Taças CEV, 1 Taça Challenge, 32 Campeonatos Gregos, 18 Copas da Grécia, 1 Copa "Melina Mercouri", 7 Copas da Liga Grega e 3 Supercopas Gregas

### Voleibol feminino
O departamento foi inicialmente fundado em 1930, mas foi dissolvido em meados da década de 1960. Foi refundado em 1988, e gradualmente dominou as competições gregas, com uma presença marcante simultânea nas europeias.

Títulos

 Taça Challenge
- Campeão (1x):  2017-18
- Vice-campeão (1x): 2016-17

#### Nacionais
Volleyleague Grega
- Campeão (9x): 2012-13, 2013-14, 2014-15, 2015-16, 2016-17, 2017-18, 2018-19, 2019-20, 2014-25

 Copa da Grécia
- Campeão (11x): 2011, 2012, 2013, 2014, 2015, 2016, 2017, 2018, 2019, 2024, 2025

 Supercopa Grega
- Campeão (1x): 2024

### Polo aquático masculino
Olympiakos (polo aquático masculino): O departamento foi fundado em 1925.

Títulos: 2 LEN Champions League, 1 LEN Super Sopa, 39 Campeonatos Gregos, 26 Copas da Grécia, 5 Supercopas da Grécia

### Polo aquático feminino
Olympiacos (polo aquático feminino): O departamento foi fundado em 1988.

Títulos: 3 LEN Euro League, 1 Troféu LEN, 3 LEN Supercopas, 15 Campeonatos Gregos, 6 Copas da Grécia, 2 Supercopas da Grécia

### Andebol masculino
O departamento foi originalmente criado em 1931, mas foi essencialmente dissolvido durante a Segunda Guerra Mundial. Foi fundada novamente em 1990, mas se desfez novamente em 1996. Em 2017 a divisão foi fundada novamente, e imediatamente se fundiu com a equipe campeã IEK Xini. Competiu originalmente com o nome de Olympiacos - IEK Xini, mas agora compete como Olympiacos SFP, patrocinado por IEK Xini.

Títulos: 5 Campeonatos Gregos, 3 Copas da Grécia, 3 Supercopas da Grécia.